# IC 177
IC 177 је спирална галаксија у сазвјежђу Кит која се налази на листи објеката дубоког неба у Индекс каталогу.
Деклинација објекта је - 0° 5' 21" а ректасцензија 1h 57m 0,6s. Привидна величина (магнитуда) објекта IC 177 износи 14,6 а фотографска магнитуда 15,4. IC 177 је још познат и под ознакама CGCG 387-7, PGC 7326.